# Abundantia
Abundantia je ve starověkém římském náboženství bohyně a božská personifikace hojnosti a prosperity. I když je o ní málo zmínek v římské mytologii, stala se častou figurou v umění, kultu a literatuře.
Římský básník Ovidius jí dal roli v příběhu o říčním bohu Achelóosovi. V tomto příběhu mu Héraklés vytrhl z jeho hlavy jeden roh. Odnesl jej k Najádám a ty jej přeměnily na roh hojnosti, který byl darován Abundantii. Na neronských mincích byla spojována s bohyní Ceres a byla srovnávána s bohyní Annonou, bohyní zrn a obilí.
Může být spojována s galskou bohyní Rosmertou, která má stejné vlastnosti a schopnosti.
Francouzský biskup Vilém z Auvergne (úmrtí 1249) zmiňuje tzv. Dominu Abundia, která je také zmíněna v Románu o růži. Domina vstupuje do domů kde jí jsou nabízeny obětiny. Pokud jí obětiny potěší přinese majitelům domu hojnost a prosperitu. Folkloristé 19. století připisují tyto příběhy keltským pohádkám.